# フェザー文庫
フェザー文庫（ふぇざーぶんこ）とは林檎プロモーションから発行されていた日本のライトノベルレーベルである。2011年11月に創刊。

## 特色
主にネット小説にイラストをつけ、加筆修正して出版するという形式をとっていた。ここから出版された作品は、小説投稿サイト小説家になろうで高い評価を得た作品であった。
また、従来のライトノベルとは違い、それぞれのページにイラストを入れる形式のためイラストの枚数が多かった。
2015年3月5日発売の『裏切られた勇者のその後…Ⅱ』を最後に新刊の発売はなく林檎プロモーションの公式サイトの書籍情報も削除されている。

## 作品一覧
| タイトル                     | 著者       | イラスト・デザイン等               | 巻数 | 備考                                                         |
| ---------------------------- | ---------- | ---------------------------------- | ---- | ------------------------------------------------------------ |
| ウォルテニア戦記             | 保利亮太   | ちゃに（1巻） 静岡叶遠（2巻、3巻） | 3巻  | 2巻よりイラストレーター変更。 契約解除につき、以下続刊なし。 |
| 攻撃魔術の使えない魔術師     | 絹野帽子   | 祁島セロ                           | 単巻 | 休刊中（作者は中止を宣言）                                   |
| 地味な青年の異世界転生記     | 鵜一文字   | KONRI                              | 4巻  |                                                              |
| 脇役の分際                   | 猫田蘭     | このみ來（1巻） のんびり（2巻）    | 2巻  | 2巻よりイラストレーター変更。                                |
| 千尋・ザ・ブラックナイト     | 成田のべる | 紫紀                               | 単巻 |                                                              |
| 裏切られた勇者のその後・・・ | 市村鉄之助 | 218                                | 2巻  |                                                              |
| 魔法使いと風精霊             | 田中二十三 | 大倉ほにか                         | 単巻 |                                                              |

(2015年5月現在)

## その他
- 『攻撃魔術の使えない魔術師』は、作者と出版社の書籍化に対する姿勢の食い違い、並びに条件の折り合いがつかなかったため、作者が2巻以降の発売の中止およびweb連載の凍結を宣言した[1]。一方、フェザー文庫側は契約は継続中であり、絹野帽子氏が活動を休止したとし、2巻以降が出版できるように引き続き作品の改稿をしていただくように努力していくとしている[2]。
- 『ウォルテニア戦記』のイラストレーターが2巻から変更したのは、「ちゃに」が学生であり、枚数を描くことができないことをフェザー文庫側へ伝えているにもかかわらず、2011年11月の1巻の発売後の依頼にて、2012年2月に出版する2巻に挿絵100枚以上を要求され、そのような短期間で描くことは難しかったため減数の交渉をしたがフェザー文庫側が譲らなかったため交代することになった[3]。
- 『ウォルテニア戦記』は作者により出版契約を2014年末をもって解除したことが報告された。なお、次の契約先としてホビージャパンの「HJノベルス」で出版することが決まっており、新たに文章やエピソードを追加した形で一巻目から再版するとしている[4]。